# Cosmocampus howensis
Cosmocampus howensis es una especie de pez de la familia Syngnathidae en el orden de los Syngnathiformes.

## Morfología
Los machos pueden alcanzar 9,5 cm de longitud total.

## Reproducción
Es ovovivíparo y el macho transporta los huevos en una bolsa ventral, la cual se encuentra debajo de la cola.

## Hábitat
Es un pez  de mar y de clima subtropical.

## Distribución geográfica
Se encuentra en el Índico y en el Pacífico por debajo de 24 ° S, y desde la Bahía de Jervis (Nueva Gales del Sur, Australia ) hasta la Isla de Pascua.